# 境松站

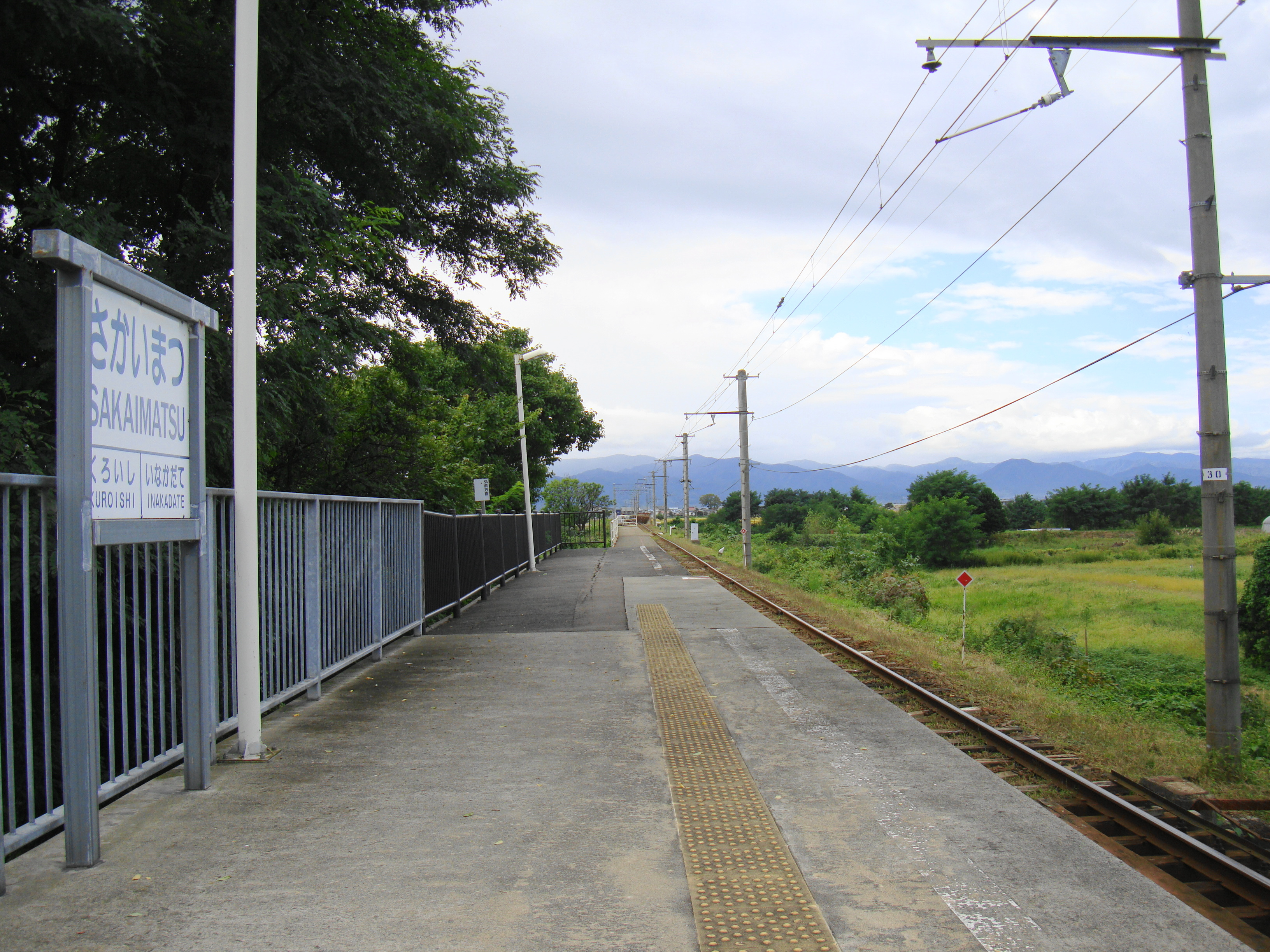
月台（2010年9月）

境松站（日语：／ Sakaimatsu eki */?）是位於青森縣黑石市境松，屬於弘南鐵道的弘南線車站。

## 車站構造
此站是地面車站與無人車站，並設有1面1線的單式月台。

## 歷史
- 1950年：

- 7月1日：車站啟用。
- 10月24日：成為業務委託車站。

- 1954年1月1日：成為無人車站。
- 1997年7月31日：舊車站大樓拆毀，新車站大樓竣工。
- 2023年4月12日：增設車站編號[1]。

## 使用狀況
| 1日上落車人次 | 1日上落車人次 |
| 年度          | 1日平均人次   |
| ------------- | ------------- |
| 2011年        | 49            |
| 2012年        | 55            |
| 2013年        | 62            |
| 2014年        | 67            |
| 2015年        | 55            |
| 2016年        | 46            |
| 2017年        | 43            |
| 2018年        | 28            |
| 2019年        | 21            |
| 2020年        | 36            |
| 2021年        | 38            |
| 2022年        | 18            |

## 車站周邊
- 青森縣農業大學
- 黑石市生物技術中心
- 弘南巴士（日语：弘南バス）「境松」巴士站（黑石 - 川部線（日语：弘南バス黒石営業所#黒石 - 川部線））

## 相鄰車站
弘南鐵道
弘南線
田舍館（KK11）－境松（KK12）－黑石（KK13）

## 外部連結
- 境松站 （页面存档备份，存于）（日語） （各站資訊） - 弘南鐵道